# Siechenhaus (Kitzingen)

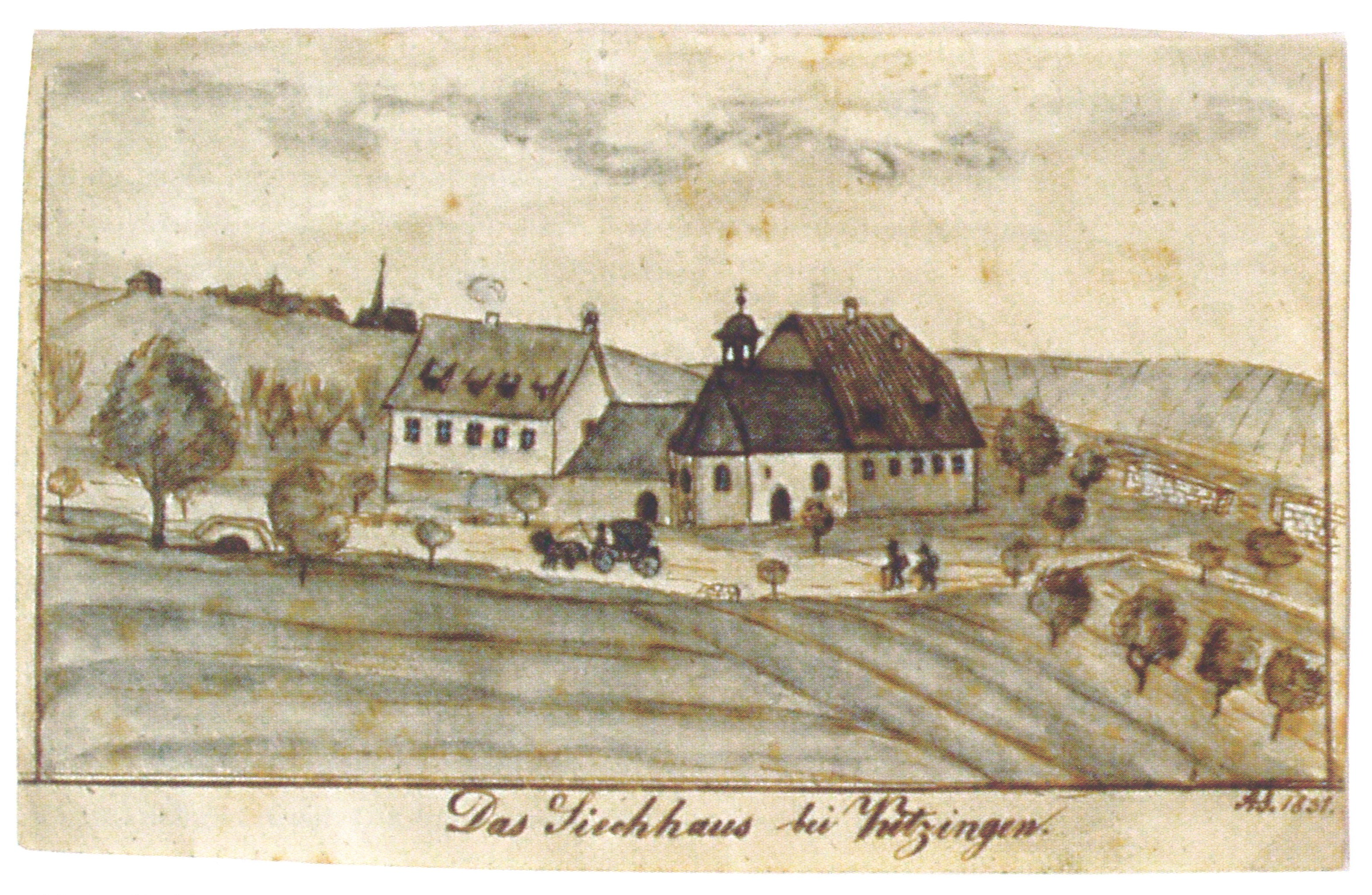
Das Siechhaus bei Kitzingen, wohl Adam Schmitt, 1831

Das Siechenhaus (auch Siechhaus, Adresse Marktbreiter Straße 2) ist eine Wüstung im Gebiet der heutigen Kitzinger Siedlung. Das Haus entstand im Spätmittelalter als Ort für die Lepraerkrankten der Stadt und war im 19. und 20. Jahrhundert zeitweise ein eigenständiger Ortsteil Kitzingens.

## Geografische Lage
Das Kitzinger Siechenhaus entstand an der Straße im Süden seiner Vorstadt Etwashausen. Dort kamen die Händler aus Nürnberg an. Die spätmittelalterlichen Siechenhäuser mussten auf zweierlei Dinge Rücksicht nehmen. Zum einen sollten sie die Erkrankten vor der Gesellschaft isolieren, sodass die hochansteckende Lepra sich nicht weiterverbreitete. Deshalb wurden sie außerhalb der Stadtmauern angelegt. Zum anderen mussten sie den Leprösen auch das Betteln ermöglichen, um deren Lebensunterhalt sicherzustellen.
Heute ist das Gelände teilweise überbaut. Dort verläuft die Bundesstraße 8 als Mainbernheimer Straße durch die Kitzinger Siedlung. Die Stelle des ehemaligen Siechenhauses liegt an der Grenze der Stadtteile Etwashausen und Siedlung in der Marktbreiter Straße 2. Der Rödelbach fließt im Süden des ehemaligen Geländes vorbei, weiter südlich befindet sich das Kitzinger Hallenbad.

## Geschichte
Das Kitzinger Siechenhaus ist eines der ältesten im mittelalterlichen Hochstift Würzburg. Nachdem die Lepra zu Beginn des 14. Jahrhunderts immer wieder seuchenartig auftrat, begann man damit, die Erkrankten von der Mehrheitsgesellschaft in sogenannten Siechenhäusern (auch Siechköbel) zu isolieren. In Kitzingen geht die Anlage eines solchen Hauses auf eine Stiftung der Äbtissin des örtlichen Benediktinerinnenklosters, Hedwig von Hoffwart, zurück. Sie ließ das Haus südlich von Etwashausen errichten und wurde im Jahr 1401 dort begraben.
Die Lage zwischen Rödelbach und Main führte in der Folgezeit zu einigen Problemen. So war das Haus im Jahr 1443 vom ansteigenden Hochwasser des Flusses von der Versorgung abgeschnitten. Im Jahr 1478 wurde eine neue Ordnung für die Bewohner des Hauses beschlossen. In den folgenden Jahrzehnten förderten die Benediktinerinnen des Kitzinger Klosters die Anlage weiter. So entstand bis 1484 eine neue Kapelle. Siechenhäuser besaßen immer ein Gotteshaus, damit die Erkrankten in Abgeschiedenheit für ihre Gesundung beten konnten. 
Mit Magdalena von Leonrod wurde 1486 eine weitere Äbtissin dort begraben. Bis zum 17. Jahrhundert waren die Krankenzahlen stark zurückgegangen, sodass die Siechenhäuser vielerorts verfielen. Häufig wandelte man solche Bauten in Armenhäuser um, die auch Gesunden Zuflucht boten. Das Kitzinger Haus tauchte im Jahr 1724 in den Quellen auf, als die Brücke über den Rödelbach repariert werden musste. Erst 1833 wurde das Siechenhaus aufgelöst und verkauft. Die restlichen Insassen siedelte man in das Kapuzinerkloster um. Untertägige Überreste des Hauses sind als Bodendenkmal eingeordnet.

## Ortsteil
Im Jahr 1875 wurde das Siechenhaus als Einöde in der Gemarkung der damals unmittelbaren Stadt Kitzingen bezeichnet. Der Ortsteil bestand aus drei Gebäuden und war der Poststation, Pfarrei und Schule Kitzingen zugeordnet. Das Siechenhaus bildete einen der Ortskerne für die spätere Kitzinger Siedlung, weswegen dort 1888 bereits über 60 Menschen lebten und das Siechenhaus nun als Weiler bezeichnet wurde. 1961 wurde das Siechhaus letztmals als Ortsteil erwähnt. Einwohnerzahlen werden später nicht mehr angegeben, da Stadt und Ortsteil zusammengewachsen waren.
| Jahr | Einwohner | Jahr | Einwohner | Jahr | Einwohner | Jahr | Einwohner | Jahr | Einwohner |
| ---- | --------- | ---- | --------- | ---- | --------- | ---- | --------- | ---- | --------- |
| 1867 | 8         | 1875 | 17        | 1888 | 61        | 1900 | 60        | 1925 | 21        |

## Siechenhauskapelle
Obwohl sich heute keine baulichen Überreste erhalten haben, kann die ehemalige Kapelle des Siechenhauses durch historische Ansichten und weitere Quellen rekonstruiert werden. Sie war dem heiligen Nikolaus geweiht, dessen Patrozinium bei vielen Siechenhäusern ausgewählt wurde. Ein Neubau entstand zwischen 1481 und 1484. Im Jahr 1744 wurde der kleine Turm, wohl der Dachreiter, auf der Kapelle erneuert. 1753 musste die Kapelle neuerlich renoviert werden. Im Jahr 1807 wurde die Glocke entwendet. Letztmals wurde die Kapelle im Jahr 1838 erwähnt.
Die Kirche war wahrscheinlich mit ihrem Fünfseitchor in Richtung der Durchfahrtstraße ausgerichtet. Oberhalb des Chorschlusses war ein kleiner Dachreiter mit Laterne aufgesetzt. Ähnlich wie bei anderen Siechenhäusern waren auch in Kitzingen Sakralbau und angrenzende Wohnräume miteinander verbunden. Hierdurch gelangten die Erkrankten in die Kirche, ohne mit anderen in Kontakt treten zu müssen. Der Schriftsteller Johann Michael Siber berichtete im 19. Jahrhundert davon, dass in der Kapelle ältere Wappensteine verbaut waren.